# Lüdinghausen
Lüdinghausen (in basso tedesco Lünkhusen) è una città della Renania Settentrionale-Vestfalia, in Germania.
Appartiene al distretto governativo (Regierungsbezirk) di Münster e al circondario di Coesfeld (targa COE).

## Turismo
Da vedere, nei dintorni della città, il Burg Vischering, castello sull'acqua del XIII secolo.

## Amministrazione

### Gemellaggi
- Taverny, Francia, dal 1987